# Thomas Brenneck
Thomas "Tom" Brenneck é um guitarrista e produtor musical norte-americano.